# Georg Joachim Zollikofer
Georg Joachim Zollikofer, prédicateur protestant suisse, naquit à Saint-Gall en Suisse le 5 août 1730.

## Biographie
Après avoir fait ses études à Francfort, à Brême et à Utrecht, il fut nommé successivement ministre de la religion dans le pays de Vaud, chez les Grisons, à Neu-Isenburg, et en 1758 à l'église réformée de Leipzig. Il s'acquit une grande réputation par son talent pour la chaire, et mourut le 28 janvier 1788. Il est enterré à l'ancien cimetière Saint-Jean de Leipzig et sa tombe a disparu. 
On a de lui :
1. Nouveau recueil de cantiques (en all.), Leipzig, in-8 ; 9e édit., ibid., 1794. C'est un choix fait, dans les œuvres des poètes modernes les plus estimés en Allemagne, entre autres Gellert, Cramer et Klopstock ;
2. Réflexions sur le mal en ce monde, avec des exhortations contre le vice de l'impureté (en all.), Leipzig, 1777, in-8° ; 3e édit., ibid., 1789, in-8° ;
3. Prix des choses qu'on regarde comme les plus importantes pour son bonheur (en all.), ibid., 1784, in-8° ; Reutlingen, 1790, et Leipzig, 1795 ;
4. Avertissement contre certains défauts qui dominent à notre époque et contre les abus de la connaissance de la pure religion (en all.), in-8° ;
5. Sermons de G.-J. Zollikofer, publiés après sa mort, par Fr. de Blankenbourg (en all.), ibid., 1788 à 1789, 7 vol. in-8 ;
6. Sermons trouvés dans les manuscrits de Zollikofer, et publiés par Marezoll (en all.), ibid., 1804, formant les huitième et neuvième volumes de la collection précédente ;
7. Sermons de Zollikofer, recueillis en 15 volumes, Leipzig, 1789 à 1804, in-8° ;
8. Sermons inédits, publiés après la mort de Zollikofer (en all.), ibid., 1793 ;
9. Journal de Lavater, publié avec des observations (en all.), 1771, in-8°. L'éloquence de ce jeune orateur excita en Allemagne une grande admiration ; et quelques-uns de ses compatriotes, entre autres Kinderwater, sont allés jusqu'à le comparer à Cicéron.

Pœlitz s'est exprimé ainsi à son égard, dans son Manuel pour la lecture des auteurs classiques allemands : 

« Zoïlikofer est un des premiers orateurs de son époque. Il expose clairement ; et il communique à sa pensée le feu de sa persuasion. Quant à la forme et à l'arrangement du style, ses compositions peuvent être considérées comme les plus parfaites qui aient paru de son temps. Sa diction est riche, variée : ses périodes ont de l'harmonie ; et il sait les animer, en liant heureusement ses pensées, et en passant de l'une à l'autre par des transitions faciles et sagement amenées. Ses sermons ont eu du succès, parce qu'il s'adressait à la classe moyenne. Il ne s'est point élevé trop haut, et il n'est jamais descendu trop bas. »

Garve dit en parlant de Zoïlikofer : 

« Peu de ministres ont osé, comme lui, parler en chaire des rapports particuliers, des devoirs, des défauts, des habitudes de la vie domestique. Plus rarement encore ont-ils su appliquer avec autant de dignité les vérités générales aux positions particulières et individuelles.... »

Les sermons de Zollikofer, traduits en anglais avec élégance et pureté par W. Tooke, ont été très favorablement accueillis en Angleterre, et forment 10 volumes in-8°, publiés à Londres ; le traducteur a mis une notice sur l'auteur en tête des Sermons sur la dignité de l'homme. Plusieurs des écrits de Zollikofer ont été également traduits en français. 